# 달서고등학교
달서고등학교는(達西高等學校)는 대한민국 대구광역시 달성군 하빈면 감문리에 있는 사립 고등학교이다.

## 학교 연혁
- 1967년 10월 10일 : 학교법인 달성학원 설립 인가, 이재원 이사장 취임
- 1974년 12월 27일 : 달서고등학교 설립 인가 (6학급)
- 1975년 2월 10일 : 초대 이재원 교장 취임
- 1975년 3월 1일 : 달서고등학교 개교
- 1993년 3월 1일 : 고등학교 학칙 변경으로 18학급 인가
- 2013년 2월 15일 : 이순금 이사장 취임
- 2018년 5월 11일 : 다목적교실 모니카관 준공
- 2022년 2월 11일 : 제45회 졸업식(총 졸업생 10,090명)
- 2022년 3월 1일 : 제16대 이대희 교장 취임
- 2022년 3월 2일 : 2022학년도 1학년 입학식(144명)

## 참고 자료
- 달서고등학교 - 한국교육학술정보원 학교알리미